# Kyle Chalmers
Kyle Chalmers (Città di West Torrens, 25 giugno 1998) è un nuotatore australiano specializzato nello stile libero, campione olimpico dei 100 m stile libero a Rio de Janeiro 2016.

## Palmarès
- Giochi olimpici

Rio de Janeiro 2016: oro nei 100m sl, bronzo nella 4x100m sl e nella 4x100m misti.
Tokyo 2020: argento nei 100m sl, bronzo nella 4x100m sl e nella 4x200m sl.
Parigi 2024: argento nei 100m sl e nella 4x100m sl, bronzo nella 4x100m misti mista.
- Mondiali

Kazan' 2015: argento nella 4x100m misti.
Gwangju 2019: oro nella 4x200m sl, argento nei 100m sl e nella 4x100m sl mista, bronzo nella 4x100m sl.
Budapest 2022: oro nella 4x100m sl misti, argento nella 4x100m sl.
Fukuoka 2023: oro nei 100m sl, nella 4x100m sl e nella 4x100m sl mista, bronzo nella 4x200m sl e nella 4x100m misti.
Singapore 2025: oro nella 4x100m sl, bronzo nei 100m sl.
- Mondiali in vasca corta

Melbourne 2022: oro nei 100m sl, nella 4x50m sl e nella 4x100m misti, argento nella 4x100m sl, nella 4x200m sl e nella 4x50m sl mista, bronzo nella 4x50m misti.
- Campionati panpacifici

Tokyo 2018: oro nei 100m sl, argento nella 4x100m sl e nella 4x200m sl, bronzo nella 4x100m misti.
- Giochi del Commonwealth

Gold Coast 2018: oro nei 200m sl, nella 4x100m sl, nella 4x200m sl e nella 4x100m misti e argento nei 100m sl.
Birmingham 2022: oro nei 100m sl, nella 4x100m sl e nella 4x100m sl mista, argento nella 4x100m misti.
- Olimpiadi giovanili

Nanchino 2014: bronzo nella 4x100m misti, nella 4x100m sl mista e nella 4x100m misti mista.
- Mondiali giovanili

Singapore 2015: oro nei 50m sl, nei 100m sl e nella 4x100m sl, argento nella 4x200m sl, nella 4x100m sl mista e nella 4x100m misti mista e bronzo nella 4x100m misti.

## Primati personali
I suoi primati personali in vasca da 50 metri sono:
- 50 m stile libero: 22"07 (2019)
- 100 m stile libero: 47"08 (2019)
- 200 m stile libero: 1'45"48 (2021)
- 100 m delfino: 52"07 (2019)

I suoi primati personali in vasca da 25 metri sono:
- 50 m stile libero: 20"68 (2021)
- 100 m stile libero: 44"84 (2021)
- 200 m stile libero: 1'40"82 (2021)
- 50 m delfino: 22"24 (2021)

## International Swimming League
| Stagione 2019 | stagione 2020 | Stagione 2021 |
| ------------- | ------------- | ------------- |
| London Roar   | -             | London Roar   |